# シルバーホーク (ダライアス)
シルバーホークは、タイトーが制作したコンピューターゲーム『ダライアス』シリーズに登場する架空の宇宙戦闘機。

## 形状
名前通り、機首形状が猛禽類の嘴のようにシャープになり、先端が鈎状に緩やかに曲がっている。機体下部のボム投下口下には安定翼のようなものがある。乗降口はコクピット下部に存在しており、そこから機体へ搭乗する事が『ダライアス』のWゾーンのエンディングで確認できる。
両翼部分には射撃用のミサイル発射管を持ち、その端には機体本体の2/3以上の長さにもなる着陸脚を内蔵したガンユニットが装着されている。
尾翼部分には GIANTCUTTER と呼ばれる鈎状のフックのようなものがある。エンジンポッドは機体後部の上に1基、下に1基の2基であるが、『ダライアスフォース』と『Gダライアス』の機体、および『ダライアスバースト』シリーズでのオリジンシルバーホークは上に1基、下に左右2基ずつの3基で三角形状に並んでいる。そのノズル部分の外部には放熱板が3対セットとなっている。
機体形状は『ダライアスバースト』に登場するネクストシルバーホークバースト、『ダライアスバースト アナザークロニクル』に登場するフォーミュラシルバーホークバースト、アサルトシルバーホークバースト、『クロニクルセイバース』に登場するムラクモシルバーホークを除けば、細かい形状変更差異がある以外はどの機種も概ね同じ形状である（バーストシリーズ上では、レジェンドと非バースト機のデザインが別で、非バースト機のデザインは「オリジン」で統一）。なお、従来機に近い形状のレジェンドシルバーホークバーストは非人間が搭乗する事が目的で生み出されており、ネクストとアサルトは人間が搭乗する安全性考慮のため（アサルトはさらに生存帰還率の向上が図られている）であり、フォーミュラはダライアスの人々が知らない未知の技術が導入されている謎の機体であるために形状が大きく変えられている。
『Gダライアス』では尾翼下の赤（もしくは青）の部分がコクピットに接している事が他のシリーズにはない特徴となっており、戦闘時にはコクピット内が全天球モニターとなって周囲に情報が表示される。また、コクピット自体は独立した脱出装置にもなる。
『ダライアスバースト』シリーズに登場するシルバーホークバースト系列機（レジェンド、ネクスト、フォーミュラ、アサルトおよび『セカンドプロローグ』でのマイナーチェンジ版）のメカニックデザインは全て海老川兼武が担当している。

## 装備
万能宇宙戦闘機と呼んでも相違ない性能を以って宇宙の侵略者ベルサー軍に対抗できる機種であり、
ベルサーの誇る海洋生物型巨大戦艦を撃沈できる戦力として、ダライアス星の希望ともなった。
推進方法
タキオンドライブ、または縮退炉、A.N（オール・ナッシング）、バースト機関のいずれかがエンジンシステムとして搭載されている。
共通して宇宙空間・大気中で優れた運動性能を有し大気圏突入能力もある。さらに潜水艦のような海中潜行や、超光速のワープ航法が可能であり航続距離は銀河間に及ぶ。
武装
主武装として、前方にミサイルやパルスレーザー・バイオニックウェーブと言った火砲を備えており、グレードアップすると敵や地形を貫通することが出来る様になる。
また副武装として爆弾の投下装置も備えている。ツインボム・マルチボムへとグレードアップすることで、上方や後方に投下することも可能。
防御装備
アームと呼ばれる(アーマーの略。SF用語の「防御スクリーン」「バリア」「シールド」に相当する)機構により、多少の被弾を無効化しつつ戦闘を続けることができる。
タキオンドライブを動力源にした機体のアームは、対流化タキオン粒子を装甲表層に固着させるエネルギーシールドシステムとされている。

## 誕生と伝説
シルバーホークとは、『ダライアス』では太陽の神に仕える神聖な鳥という伝説があった。この設定は後の『Gダライアス』では「アムネリア世界を救った英雄、アムネリア1世を導いた伝説の鳥」という形になっている。
Gダライアスでは宇宙そのものを滅ぼしかねない悪魔の力である、オーバーテクノロジー『All Nothing （以下A.N.）』を惑星アムネリアの人々が生みだしてしまった（そして実際、戦争で使用されてアムネリアの衛星ブレザを消滅させてしまった）ため、そのA.N.の力で宇宙を破壊することを阻止しようとする金属生命体 THIIMA （以下シーマ）の来襲を招いてしまう。
シーマの猛攻によってアムネリアが壊滅の危機に陥った時、アムネリア25世は宇宙戦闘機「ARCF-RO7APLUS」通称シルバーホークに、シーマとの戦闘で得た敵のコアに加え、禁断の力であるA.N.を搭載させ、若き2人のパイロット、サムラック・ライダとルティア・フィーンを搭乗させ、シーマとの戦いに向かわせた。
その戦いの終局で、シーマの中核である戦艦ジ・エンブリオンを倒し、ジ・エンブリオンの中の聖なる力とシルバーホーク内のA.N.の力が融合して暴走しかけるが、サムラックとルティアの想いが2つの力を調和させ、惑星ダライアスが産まれたというダライアス星の伝説が生まれた。

## 秘められし力
ゲームプレイ時には発動しないシルバーホークの、超人間的・超科学的な隠された力が発現するエンディングが存在し、それはシリーズ毎のエンディングによって表現される。
『ダライアス』ではVゾーンを2人同時プレイ時にクリアした際に、敵ベルサーの本拠要塞に向かって2機が共に衝突、自爆した後、フェニックスとなって特攻するシーンがある。このように火の鳥となって飛翔する姿は、ゲームボーイ版の『サーガイア』のエンディングでも見られる。
『Gダライアス』では前述のようにジ・エンブリオンの生命を生み出す力とA.N.の全てを破壊する力を融合させ、惑星ダライアスを誕生させた他、アコーディオンハザードを倒した後、2機のシルバーホークが突如制御不能となるが、計測不能の高出力が発生して2機のシルバーホークが融合し、1羽の巨大な銀色の鷹（シルバーホーク）が生まれ、未来へと飛翔するξゾーンのエンディングがあるが、この時の誕生も又、ダライアスへと繋がる伝説となった。
『ダライアスバースト』では人工知能であるTi2が戦いの中で自我を持ち、人類への愛情を抱いて守護する使命感に目覚めていく。こういった自我が目覚めた要因は、アムネリアがシーマのテクノロジーでARCF-07PLUSを生みだし、ベルサー軍がG.T.（ジー・ティー.）のテクノロジーによって発展したのと同様、Ti2にもシーマのテクノロジーが用いられたためとされている。しかし、シーマとは対極の側である事から、Jゾーンエンディングではシーマとの対話に自ら向かっていく。

## シリーズ毎の改変

### ダライアス
第1作『ダライアス』は対空用装備がミサイル→レーザー→ウェーブ、対地装備がボム→ツインボム→マルチボム、防御装備がアーム→スーパーアーム→ハイパーアームという具合にパワーユニットを取っていく事でパワーアップしてゆく。このパワーアップスタイルと装備は、『ダライアスII』以外のシリーズにも受け継がれていく。
アームの耐久力は最大で25。

### ダライアスII
第2作『ダライアスII』ではアーム機能はそのままだが、ボムに地上を転がる機能が追加され（ただし連射性能はダウンする）、ミサイルがパワーアップすれば３方向に攻撃可能となっている。
最終的にメインショットは波動弾と、斜め方向に障害物を貫通するレーザーを同時に放つようになっている。

### ダライアス外伝
『ダライアス外伝』には初代ダライアス装備に加え、パワーアップすると、ウェーブの上下から白い弾、更にパワーアップすればウェーブを発射できるようになり、最高段階の赤いウェーブを装備した際には、上下にサーチオプションという楔型のショットを連射する自機の姿の実体の無いオプションが配置され、敵を正確に狙い撃つ。ボムは最高段階ではマルチ型から、敵を追尾するホーミング式になり、ボムパワーアップは他の装備と違い、ミスしてもパワーダウンしない。
またステージ途中の中ボスからコントロールボールを剥離・獲得すると、その中ボスをコントロールできる機能が備わった。更にブラックホールボンバーというそれまで縦スクロールシューティング中心で、横スクロールシューティングではあまり用いられていなかった画面内の敵を全滅させて、発動時には自機を無敵にする制限付きの攻撃能力が追加された。反面、アームの耐久力はハイパーとなっても最高で5までとなり、これは『Gダライアス』にも受け継がれる。

### Gダライアス
『Gダライアス』のパワーアップは、初代ダライアスと同様にミサイル＆ボム＆アーム→レーザー＆ツインボム＆スーパー→ウェーブ＆マルチボム＆ハイパーという形に基本装備がグレードアップされていく。
加えてキャプチャー機能が標準搭載されており、キャプチャーボールのストックがある限り、ソリドナイトと呼ばれる金色の装甲やボス敵以外の全ての敵を捕縛し、自機を護衛させる随伴機として使用することが出来る。
この随伴機の耐久力は自機のアームを大幅に上回る。またエネルギー変換することで、広範囲攻撃のキャプチャーボムや前方への強力なαビームといった攻撃を放つことも出来る。
αビームは敵ボスの放つβビームと同種の性質を持っており、これらをぶつけ合い、パワーが勝れば敵により強化されたビームを浴びせることが出来る。
αビーム・キャプチャーボムを含めた随伴機による各種攻撃には獲得スコアが倍増する特性を持つ。またαビームは同社シューティングの『メタルブラック』からあった攻撃方法が受け継がれ、『ダライアスバースト』のバーストビームにも特性が断片的に受け継がれているといえる。ただし、2プレイヤー側の使用するαビームは攻撃力が低下しており、1プレイヤー使用時の攻略法が通じない場合もあるためやや上級者向けになっている。

### ダライアスバーストシリーズ
『シルバーホークバースト』系列の機体には初代ダライアスとほぼ同等の装備に加え、敵弾の大半を吸収すると同時に高い破壊力を誇るビームを照射する装備『バーストユニット』が追加されている。ショットには新たに属性が設定されており、ミサイルでは敵からの赤色の実弾、レーザーでは黄色で細いニードル弾をそれぞれ相殺する事ができるようになっている。
バーストビームを持つ機体のウェーブは地形のみ貫通し敵への貫通能力はなくなっているが、その分連射性能が高く、特に耐久力の高い敵に対して安定した火力を維持する事が可能になっている。
バーストユニットは敵機への攻撃や敵弾の消去によって溜まるバーストゲージを消費して使用することが可能。自機前方から直接発射し、高威力かつ一定条件で敵の同種ビームを吸収できるが消耗は激しいタイプと、ビームユニットをその場に設置して照射し続けるタイプの2通りの使用方法があり、後者では威力・貫通力と消費が抑えられている代わりに、発射角度を自由に変更できる機能によって高い戦略性を秘めた武装となっている。
『ダライアスバースト アナザークロニクル』多人数プレイでは、複数のバーストビームを干渉させての合体攻撃も可能となる。
アームの耐久力も上限がなく、初代仕様のように取れば取るだけ重ねがけされるようになる。
バースト攻撃は、「バースト機関」を搭載しているレジェンドとネクスト、アナザークロニクルにて追加されたフォーミュラとアサルトが使用可能。過去作を再現しているオリジンなど、バースト機関非搭載機体ではバーストビームは使用不可能（搭載可能なジェネシスはアルファビームを疑似再現したものを使用する）で、該当機種は代わりにボタン配置がショット発射とボム発射で別々になっているか、バーストビームの代わりに搭載された特殊装備の使用機能が割り当てられている。
ネクストとフォーミュラのボムは敵機を追尾する誘導弾となっている。
フォーミュラは移動速度とバーストゲージ回復が3機種中最も速いものの、メインショットの射程が他の機種よりも短く、パワーアップ毎にそのデメリットが顕著に現れるようになるが、それは同時にゲーム仕様上における画面内ショット表示数の制限の克服（常時高速連射）を意味する。設定上は、ベルサー艦隊を単騎で複数撃沈したプロトタイプが存在しているが、プレイヤーが操作するのは性能を再現しきれず幾分か落とした量産機（レプリカ）を使用する。
オリジンは初代ダライアスを元にした機体で、バースト装備を持たない代わりに通常火力が高い。アーケード版以降は更に火力が強化され、ウェーブが従来通り敵も貫通するようになったが、連射力は下がっている。
『ダライアスバースト アナザークロニクルEX』では他に、ダライアスIIに登場するシルバーホークの武装を受け継ぎ、初期ショットの貫通能力やバースト装備こそ無いもののウェーブ段階で広範囲を貫通できるサイドレーザーが追加される「セカンド」、ダライアス外伝時の自機でありブラックホールボンバーをバースト攻撃扱いとして実装した「外伝」、作中の歴史では最古とされるGダライアスの機体を擬似再現し2機のサポートユニット(キャプチャーの代替)とαバーストビームを搭載した「ジェネシス」といった、それまでの作品に出演した各シルバーホークに多少のリメイクを交えて復活させた（外見上はいずれもオリジンと同じ）。
これら非バースト系列のシルバーホークは、作中では「外伝」機と同様の縮退炉が搭載されているという設定になっている。ただし、ジェネシスはバースト機関へ換装できたと言う例外を持つ。
加えてEXの新登場機体として、ネクストのデザインと性能を受け継ぎながら、新たなバースト装備であるスパークバーストを武器とするアサルトシルバーホークバーストが生み出された。スパークバーストは『メタルブラック』のニューロンビーム干渉によって発生するエネルギーボールのようなビーム球を発生させて広範囲の敵や弾を攻撃し続け、任意終了（バーストフィニッシュ）時に炸裂してさらに広範囲を吹き飛ばす。
『ダライアスバースト クロニクルセイバーズ』では、CS MODE専用の新機体としてムラクモシルバーホークという機体が追加。これはジェネシス機の制御システムとネクスト機のバースト機関を組み合わせたハイブリッド機であり、サポートユニットが4機になり、ミサイル・レーザー・ウェーブいずれかの属性を切り替えさせることが出来る。
また威力は低めだが、一定時間照射後の任意終了時に着弾点へ遠隔爆発を起こすコンプレッションバーストビームを搭載している。

## 家庭用
家庭用のスーパーファミコンソフトの『ダライアスツイン』と『ダライアスフォース』などに於いても、シルバーホークの改変が見られる。

### ダライアスツイン
ダライアスツインは、ショットを選択するアイテムが加わり、自機の初期装備はダライアスIIの斜め上下に攻撃が出来なくなったナパームショットだが、3面と6面に登場するショット選択アイテムで、ウェーブ装備に変える事やその逆が可能である。アーム耐久力は初代からのままで、レーザーは使えない。この作品の特色として、スーパーアーム時に一度剥がした後に改めて張り替えると耐久力は6に、ハイパー時に同じようにすると12にもなる。ウェーブは従来のような幅広ではなく、この作品では楔形ショットになっている。

### ダライアスフォース
ダライアスフォースでは、メガドライブ版ダライアスIIではじめて用いられた搭乗機選択の幅を増やし、初代ダライアス装備とダライアスIIの装備、そして、当ゲームオリジナルの装備の3種を選択できるようになり、家庭用ならではの機種選択はダライアスバーストの原型にもなっている。
なお、ダライアスフォースではアームが他のシリーズと違い、敵弾にはある程度の被弾に耐えるものの、敵機の体当たりやボスのサンダーレーザーを受けると直ぐに小さくなってしまい、更にミスしなくても一度全て剥がされてるとレベル0の状態にダウン（アーム５つ目で次のレベルに上がるが、例として４つ取って剥がれた後にアームを取得しても、それまで取った分の数がリセットされる。）してしまう。また、Nゾーンにはプレイヤー使用機と同じカラーの偽シルバーホークも敵キャラとなって登場する。

### サーガイア
ゲームボーイ版の『サーガイア』の自機の装備はほぼ初代と同じような仕様。但し、ウェーブが障害物を貫通しなくなり（幅による攻撃で申し訳程度に貫通する）、マルチボム時は4方向同時ではなく、単発式になってしまう。

### ダライアスオーシャン
携帯電話アプリ版の『ダライアスオーシャン』では、海上に不時着し飛翔できないことから海中への攻撃に限定されている。
ディープスキャン形式の攻撃となっており、これまでのシリーズの攻撃方法とは異なる。

## 家庭用限定装備
前述したダライアスフォースでは、ボムと対地レーザーがプレイ中に随時切り替えての使用となっている。そして、3番目の機種はレベルアップするとクセのある軌道がある拡散式ショットを撃つが、レベルが最高に近づくと、障害物を貫通して画面の端から端まで届く長い4連（はじめは3連）ハイプレスレーザーを撃つことが出来る。更にボムも敵に当たると小爆発を起こし、その爆風でも敵にダメージを与えられるブレイクボムになる。
ダライアスバーストの機体、ネクストシルバーホークバーストには、ホーミングボムが最初から装備されている。またアナザークロニクルで追加されたアサルトシルバーホークのボムはブレイクボムに近い性質を持っている。

## カラーリング
”銀色の鷹”と呼ばれているが、白銀と呼ぶよりは、白色が強い銀白色といったカラーである。
コクピット周辺部と主翼部基部、尾翼部基部はプレイヤーカラーとなっていて、1プレイヤーの赤、2プレイヤーの青という具合に識別されている。これはシリーズの伝統として受け継がれていく。
メガドライブのIIでは、二人同時プレイが出来ないものの、1プレイヤーと2プレイヤーの機体を選択可能で、2プレイヤーははじめからパワーアップが一段階となり、初心者用になっている。
スーパーファミコンのツインでは1プレイヤー限定の時に、初仕様であるグリーンカラーが登場。これは続くフォースでも初代ダライアス装備の機体のカラーにも受け継がれている。なお、II装備の機体カラーは青、ゲームオリジナル装備のカラーは赤となっている。
ダライアス外伝ではオープニングに量産型シルバーホークが登場。カラーはオレンジがかった黄色で、ベルサーの猛攻に為す術もなく全滅している。
Gダライアスでも同じように量産型とおぼしき黄色のシルバーホークがオープニングや、ゲームプレイ時のビジュアルで登場するが、同じように全てやられている。なお、垂直尾翼形状がプレイヤー機と異なる。また、この機体はダライアスバースト アナザークロニクルにも登場しており、オリジンよりも旧型の模様。
ダライアスバーストではレジェンドとオリジンのカラーは赤だが、ネクストはブルーカラーであり、それまでの男性プレイヤー＝赤、女性プレイヤー＝青という伝統ではなくなり、アナザークロニクルに追加されたフォーミュラはグリーンカラー、アサルトはブルーカラーである。
アナザークロニクルでは、ゲーム中は機体の種類を問わずプレイヤーの操作する場所によって機体のカラーリングが決まるようになっている。（1P：赤、2P：青、3P：緑、4P：黄）
『サイバリオン』では、ゲーム進行によって自機を助けてくれる無敵のオプションでシルバーホークが登場するが、カラーリングは金色でかつ、無敵キャラのために「ゴールドホーク」と呼ばれている。
因みにゴールドホークの名称はGダライアスでのランキング階位で、最高に位置するものにもなっている。

## 準備稿機体
準備稿でのシルバーホークは、機体下部に大砲を備え、機首とキャノピーが大きく、今のようにスマートで鋭角ではなく、全体に丸く、ズングリとしたフォルムで、後のネクストや、アサルトにも近い形状だった。
初代ダライアスでは、1UPアイテムとなったが、ダライアスIIには後方から出現するミカタデカという敵キャラとなって出演し、ダライアス外伝にもコンティニュープレイ時に登場した。

## 搭乗者
シルバーホークにはそれぞれ男女ペアのパイロットが乗り込むのが、シリーズの伝統となっている。
ダライアス
プロコ(Proco)とティアット(Tiat)が乗り込む。プロコは29歳の男性で、ダライアス星きってのエースパイロット。ティアットは24歳の女性で、パイロット技量ではプロコも一目置く恋仲。
なお、サイバリオンでもこの2人が登場し、場合によってはプロコかティアットのどちらかがゴールドホークに乗って援護するか、プロコがプレイヤーキャラということになる。
なお、プロコとティアットの名前は「TAITO Corp」の英語表記を逆向きにしたのが由来である。
ダライアスII
プロコ・ジュニア(Proco Jr.)とティアット・ヤング(Tiat Young)が登場。年齢はジュニアが22歳で、ヤングが20歳。
惑星オルガに辿り着いた数千年前の先祖と同じく恋仲の男女で、ベルサーに襲われている太陽系の仲間達を救うために、救援に向かう。
ダライアス外伝
ケイス・アーディン(Keith Ardin)とアンナ・シュタイナー(Anna Steiner)が登場。ヴァディス防衛のためにベルサーと戦う。
この2人はプロコとティアットのような恋仲ではなく、戦友関係、同胞意識に近い。
Gダライアス
サムラック・ライダ(Sameluck Raida)とルティア・フィーン(Lutia Feen)が乗り込む。サムラックは17歳、ルティアは15歳で、共にシルバーホークのテストパイロットを務めていた。
ルティアはアムネリア王族の血縁者である可能性が囁かれている。シーマとの戦乱によって家族を失い喜怒哀楽を見せなくなっていたが、サムラックとの出会いによって打ち解けていき、プロコ＆ティアット同様に恋仲になる。
ダライアスバースト
人（少女）型インターフェイスTi2（アリスギアコラボではAIT(人工知能端末)が前置きで付与されている）がレジェンドに、人間の男性リーガ・プラティカ(Riga Pratica)がネクストに乗り込む。
「リーガ・プラティカ」は本名ではなく、「ストライプを持つ研修レベル兵」という意味の軍内部でのパイロットコードネーム。
リーガはパイロットの機械化に難を示しており、その極致ともいえるTi2に対しても嫌悪感を抱いているが、一度は失った左目をTi2が搭載しているフレッシュ・ファクトリーによって再生されている。
隠し機体であるオリジンにはパイロットの設定がない。
ダライアスバースト アナザークロニクル、ダライアスバースト セカンドプロローグ(SP MODE)、ダライアスバースト クロニクルセイバーズ(CS MODE)
パイロットに関する設定は存在していない。アナザークロニクルではプレイヤーが演じていると受け取れる演出がある。
『クロニクルセイバーズ』のCSモードにおける、プレイヤーであるパイロット「セイバーワン(Savior One)」は非正規の軍属で、非常時に戦時編成される特設傭兵部隊「PlanetSaviours」に所属するという設定が仄めかされている。
また、同モードでは、レプリカではない「オリジナルフォーミュラ」のパイロットとして「イブリー・ハッド（声：川澄綾子）」の名が挙がっている。これは、バーストシリーズスタッフであるアオキヒロシ曰く、ダライアスバーストのストーリー冒頭の命の始まりをつぶやいた少女と同じとされている。2022年10月に行われたZUNTATA NIGHT内のダライアスイベントトークでは、制作予定だったXbox 360版ダライアスバーストにて各ルートでイブリーが絡む予定であったことが明かされている。

## マザーホーク （MOTHER HAWK）
ダライアスIIの最終面Z'、V'ゾーンの最後には、自機を巨大化させたような敵ボス「マザーホーク」が登場する。後のクロニクルセイバーズのDLCでゲスト参戦する『ファンタジーゾーン』のように、最終ボスが巨大な自機型の敵になっている特殊例。
尾翼を『ウルトラセブン』のアイスラッガーのようなブーメランにして飛ばして自機を狙ってきて、一定時間飛び回って再びボス本体に設置される。そして数珠型の回転弾を前方に放ち、更に巨大な8連装レーザーを撃つという多彩な攻撃方法を持っている。
このブーメラン部を破壊できればボスの後上はがら空きになるので、倒すのは簡単になるが、破壊するには耐久力は低くなく、その上本体自体の耐久力も2400発にもなる。カラーは1P機と同じ赤だが、2P機の青は存在しない。
メガドライブ版では攻撃方法がアーケード版とはアーケード版と似て異なっており、ボスは自ら機体を分離することができ、レーザーは分離されてから発射される。その本数は業務用よりも多い9連装で、登場時には自機と同じショットを撃ち、業務用よりも攻撃力が増している他、ブーメランを壊しても、ボス本体がレーザー攻撃分離時の際に後ろ上にまで来てしまうので、安全地帯が無くなっている。

## パロディ
同社ゲームの『インセクターX』の主人公ヤンマーの武器は、パワーアップしてゆくと、ダライアスIIのショットと同じような3方向弾となる。
1991年発売のファミコン用STG作品ロボッ子ウォーズ（発売元IGS、タイトーがライセンス提供）ではボスキャラとして登場。ロボッ子ウォーズ自体は、タイトーが開発していたが発売中止となった「あるでん・らるでん」を元にしている。
他社ゲームの『極上パロディウス』での自機であるミカエルとガブリエルの装備は初代ダライアスのパロディとなっており、パワーアップした際のウェーブの幅は本家ダライアスよりも大きくなる。なお、ミカエルはオーラバリアを張るとノーマルアームの緑で、ガブリエルの方はハイパーアームを思わせる黄色オーラとなるが、いずれも障害物接触回避の能力までは無い。
またミカエルとガブリエルのミサイルは、後のネクストシルバーホークのようなホーミングボムとなっている。